# Euthalia salia
Euthalia salia är en fjärilsart som beskrevs av Moore 1857. Euthalia salia ingår i släktet Euthalia och familjen praktfjärilar. Inga underarter finns listade i Catalogue of Life.